# Santo Antônio do Amparo
Santo Antônio do Amparo é um município brasileiro do estado de Minas Gerais. Situa-se na Região Geográfica Imediata de Lavras.

## História
A história de fundação de Santo Antônio do Amparo é repleta de mitos. Acredita-se que um homem de origem portuguesa, chamado Manoel Ferreira Carneiro, conhecido como Jangada, teria passado pelas terras e, admirado com a beleza do lugar, negociou com o então dono da terra que trocasse a terra por um capote. O proprietário das terras sofria de muito frio, e aceitou a troca.
Ali o Jangada instalou uma fazenda, que cresceu economicamente, e passou a ter um enorme plantel de escravizados. Muitos anos depois, conta-se que um escravizado havia desaparecido. O filho de Jangada, José, que havia se tornado proprietário, por herança, da propriedade, fez uma promessa a Santo Antonio, para que trouxesse de volta o escravizado.
Dias depois, o escravizado retornou a fazenda, e contou que estava perdido, e que Santo Antonio o havia guiado. Como parte da promessa, José decidiu construir uma capela, no ponto mais alto de suas terras. Em torno dessa capela desenvolveu-se um povoado, que ficou conhecido como Santo Antonio do Amparo.

## Geografia

### Demografia
Sua população, conforme recenseamento do Instituto Brasileiro de Geografia e Estatística de 2022, era de 17 285 habitantes.

### Política

#### Poder executivo (2020 - 2024):
- Prefeito: Carlos Henrique Avelar (PSC);[8]
- Vice-prefeito: Petrônio Campos Resende.[9]

#### Poder legislativo (2020 - 2024):[10]
- Presidente: Ocimar Lino;
- Vice: Samuel Carvalho Ramos;
- 1ª Secretária: Gertrudes Aparecida Mata;
- 2ª Secretária: Alexandre de Paula;
- Paloma Munique Carvalho Dias;
- Vantuir Alves dos Santos;
- José Marcos da Silva;
- Tácio Cristiano Custódio Inhota;
- Ualisson Cândido Castro;
- Antônio Marcílio Avelar;
- Everaldo Místico da Silva.